# Clima di montagna
Il clima montano (noto anche come clima degli altopiani) è un termine geografico usato per definire le caratteristiche comuni del tipo di clima, freddo e secco, che si trova comunemente nelle zone montuose e in genere negli altopiani. Spesso viene confrontato con il clima temperato umido, nebbioso e nuvoloso, che si osserva più spesso nelle pianure più o meno vicine alle montagne.

Climi mondiali, in marrone quello di montagna

Le aree di clima di montagna generalmente hanno inverni più freddi ed estati più soavi. A causa della quota elevata, le temperature sono molto inferiori, la principale forma di precipitazione è quella nevosa, spesso accompagnata da venti più forti. In mancanza di vento, la percezione corporea di freddo può essere minore, a causa della brinazione dell'umidità atmosferica.

## Sottoclassificazione in base alla latitudine
Sotto lo schema della classificazione dei climi di Köppen, le aree descritte come aventi un clima di montagna, in base alla latitudine possono essere inquadrate nel clima alpino, nel clima emiboreale, oppure come clima steppico.
Le Alpi e i Carpazi in Europa; le Ande in Sud America; la Catena Costiera della West Coast degli Stati Uniti; le Montagne Rocciose negli Stati Uniti centro-occidentali; l'Himalaia e l'Altopiano del Tibet in Asia; le terre orientali dell'Africa (Eastern Highlands of Africa); e le parti centrali dell'isola di Borneo e dell'isola della Nuova Guinea in Oceania sono importanti ed estesi climi d'alta quota.
La diversificazione dei climi di montagna è particolarmente evidentente nella vasta e lunghissima cordigliera delle Ande dove si possono distinguere quattro zone termiche in base alla quota altimetrica sul livello del mare:
- Tierra caliente o terra calda
- Tierra templada o terra temperata
- Tierra fria o terra fredda
- Tierra helada o terra gelida

## Microclimi di montagna
A causa dell'aumento dell'insolazione nel versante sud delle montagne (nell'emisfero settentrionale), esiste una maggiore quantità di luce in alcune località di montagna, con vegetazione diversa, rispetto ai versanti non assolati.
In molte valli di montagna sono state costruite dighe che, creando uno sbarramento alle acque, hanno portato alla creazione di laghi artificiali. In molte località, soprattutto ad alta quota, la bassa pressione e l'elevata insolazione delle acque porta all'aumento dell'umidità atmosferica, con conseguente aumento della formazione di foschie, nebbie e vere e proprie nuvole.
Molto comuni sono venti particolari, ad esempio il Föhn (o favonio) che è un vento caldo che si forma dopo che un vento umido e freddo si scarica della sua umidità con la pioggia; salendo (dunque si espande e si raffredda) su di un versante della montagna, mentre scendendo, ormai quasi scarico di nubi, si riscalda per la compressione in discesa e per il soleggiamento. Spesso le temperature che l'aria raggiunge in alcuni luoghi, superano quella di quote inferiori in pianura.
Altri fenomeni generati dalle montagne possono essere l'incanalamento e riscaldamento per compressione di venti caldi provenienti dal versante sud, come avviene nel Trentino-Alto Adige; oppure da nord-ovest, come il maestrale, che soffia sulla valle del Rodano tra il Massiccio Centrale e le Alpi dell'Alta Savoia in Francia. Infine il fenomeno opposto, l'incanalamento di venti freddi causato dalle Alpi Giulie, che provoca la Bora, vento che soffia furioso a Trieste, per poi diffondersi in Istria, in Dalmazia e nel mare Adriatico settentrionale.